# アルテンミュンスター
アルテンミュンスター (ドイツ語: Altenmünster) は、ドイツ連邦共和国バイエルン州シュヴァーベン行政管区のアウクスブルク郡に属す町村（以下、本項では便宜上「町」と記述する）である。

## 地理
アルテンミュンスターの町は、9つのゲマルクング（行政/統計上の管区）、13のゲマインデタイル（地理上の地区）で構成されている。
- アルテンミュンスター
  - ヴェルディスホーフ
- バイアースホーフェン
- エピスホーフェン
- ヘーグネンバッハ
  - リュフテンベルク
- ヘンホーフェン
- ノイミュンスター
  - アスパハホーフ
- ウンターシェーネベルク
  - シュトゥーレンミューレ
- フィオラウ
- ツーザムツェル

## 歴史

### 自治体の成立まで
アルテンミュンスターは、9世紀にエルヴァンゲン修道院領となり、1262年にアウクスブルク司教領が高権を有するオーバーシェーネンフェルト修道院領となった。ツーザムツェルはアウクスブルク聖堂参事会領に属した。1803年の帝国代表者会議主要決議以後はバイエルン領に属した。

### 行政史
バイエルン王国の行政改革に伴う1818年の自治体令によって自治体アルテンミュンスターが成立した。1862年から1929年までアルテンミュンスターはベツィルクスアムト・ツースマールスハウゼン（ツースマールスハウゼン管区）に、1929年からはベツィルクスアムト・ヴェルティンゲン（ヴェルティンゲン管区）に属した。このベツィルクスアムトは1939年にラントクライス・ヴェルティンゲン（ヴェルティンゲン郡）と改組された。

### 町村合併
ヘンホーフェンは、1972年7月1日に地域再編に伴ってアルテンミュスターに合併した。1978年5月1日にバイアースホーフェン、エピスホーフェン、ヘーグネンバッハ（リシュガウ地区を除く）、ノイミュンスター、ウンターシェーネベルク、ツーザムツェルがアルテンミュンスターに合併した。

## 住民

### 人口推移
| 年         | 1840  | 1871  | 1900  | 1925  | 1939  | 1950  | 1961  | 1970  | 1987  | 1991  | 1995  | 2000  | 2005  | 2010  | 2020  |
| 人口（人） | 2,457 | 2,361 | 2,438 | 2,511 | 2,382 | 3,946 | 3,001 | 3,096 | 3,551 | 3,706 | 3,838 | 3,802 | 3,757 | 3,948 | 4,275 |

1988年から2023年までの間にこの町の人口は3,419人から4,503人へ、1,084人 31.71 % 増加した。

## 行政

### 首長
2020年5月1日からフローリアン・マイアー (Unabhängige Wähler) が町長を務めている。彼は2020年3月15日の町長選挙で 80.1 % の支持票を得て対立候補に勝利して町長に選出された。彼の前任者はベルンハルト・ヴァルター（2002年 - 2020年）であった。

### 議会
アルテンミュンスターの町議会は16議席からなる。

### 紋章
図柄: 黒地。赤と銀の2列の市松模様の斜め帯。その上部に2つの並んだ金の球。下部に金のポット。
この紋章は1968年から用いられている。

## 文化と見所

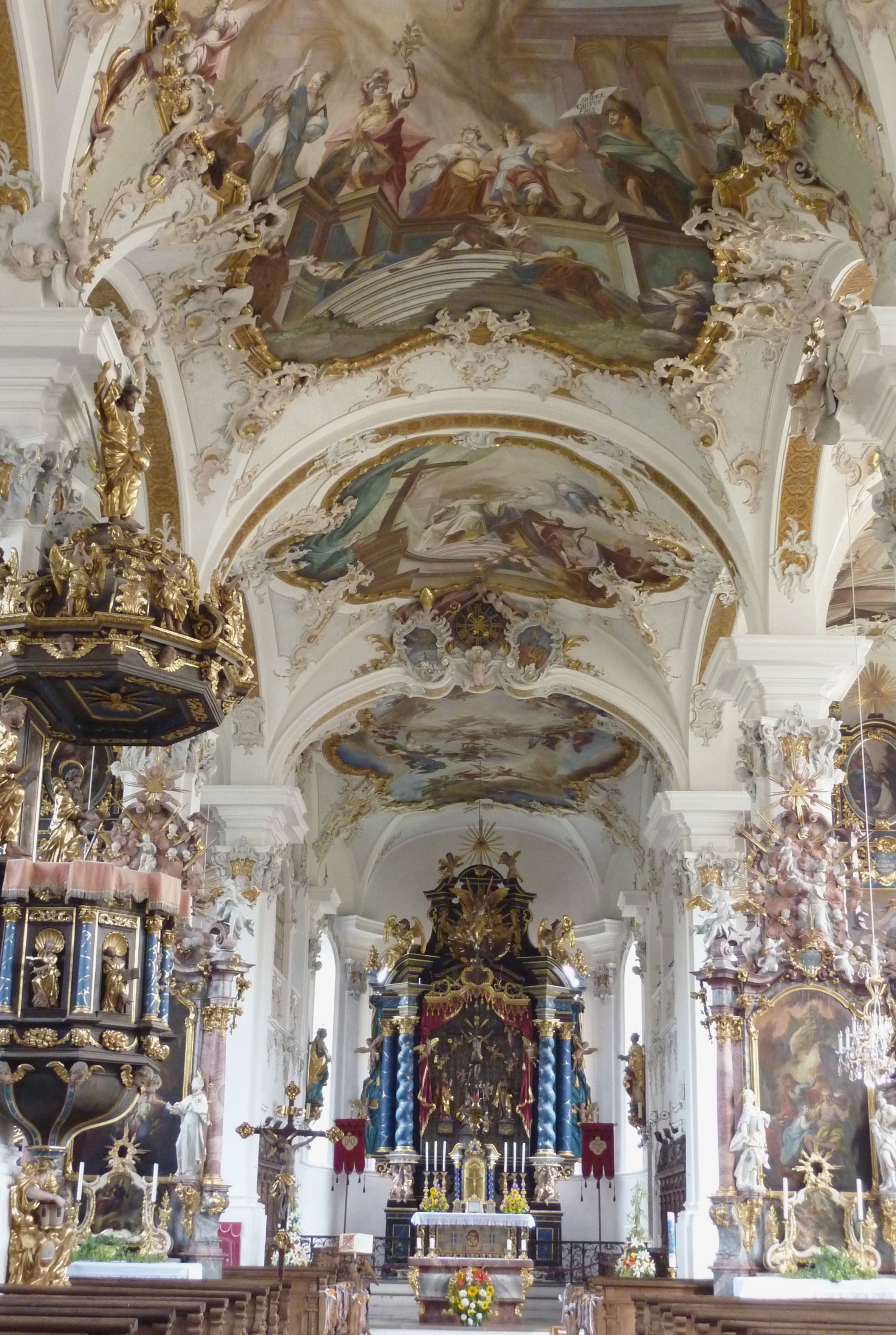
聖ミヒャエル教会の内装

### 見所
フィオラウ地区の教区・巡礼教会聖ミヒャエル教会は、アウクスブルク地域で最も重要で芸術的に非常に意味深い建物の1つである。
フィオラウ地区にはこの他に天文台を備えたブルーダー＝クラウス＝ハイム（アウクスブルク司教区の林間学校施設）がある。

## 経済と社会資本

### 経済
2021年6月30日現在、751人の社会保険支払い義務の就労者がアルテンミュンスターで働いている。その大部分にあたる439人が製造業に従事している。商業、交通業、宿泊業に合わせて93人、社会保険関連業と企業サービス関連業に53人が従事している。この町に住む社会保険支払い義務の就労者は1,891人である。したがって、通勤者の収支はアルテンミュンスターから町外に働きに出る人が1,140人多い。通勤者の多くはアウクスブルク市の人口集中地域に向かう。しかし、隣接するディリンゲン・アン・デア・ドナウ郡やギュンツブルク郡へ通勤する就労者もいる。

### 教育

#### アルテンミュンスター基礎課程学校
アルテンミュンスター基礎課程学校は、ビルドゥングスパクト・バイエルン財団（直訳: バイエルン教育協定財団）から革新的なメディア教育に対して贈られる i.s.i.賞を2012年に受賞した。また、2012年にバイエルン文化省によるメディア教育の模範校プロジェクトに登録された。2014年10月1日にこれが発効して（認定書授与）メディア教育模範校のタイトルが使えるようになった。2014年11月28日（認定書授与）にこの基礎課程学校は、ビルドゥングスパクト・バイエルン財団のi.s.i-ネットワークの創立メンバー校となった。

## その他

### ブルワリーとガストホーフ
アルテンミュンスターの中心街にブルワリー「ヘンメルレ」があった。このブルワリーは2005年4月に閉鎖された。併設されていたガストホーフ（飲食店付き旅館）だけが存続している。ヘンメルレは、ロイターシャハのゲルト H. ボルクのザイラーブラエライと統合され、2002年にアルゴイアー・ブラウハウス（2003年からラーデベルガー・グループ）に継承された。ザイラーブラウエライが保有していたアルテンミュンスター・ブラウアー・ビールの商標権は、マインツァー・アクティエン・ビールブラウエライ（ビンディング＝グループ、2002年からラーデベルガー・グループ）がこれを引き継いだ。アルテンミュンスター企業グループに属していたクローネンブロイ・ブラウハウスは一緒に売却されなかった。
ガストホーフはアルテンミュンスターの町に買収され、都市建設奨励資金で非常に大規模な改修が行われ、現在はホテル「ブロイシュテュープレ・アルテンミュンスター」となっている。

### マリア＝ヴァルト＝ハウス
アルテンミュンスターのマリア・ヴァルト・ハウスの創設は1982年である。創設者は修道女マリー・ウォードの使命を現代に引き継ごうとするマリア＝ヴァルト姉妹団の修道女たちであった。彼女たちの30年にわたる献身は、まず若者たちに、ついで生活苦と闘う大人たちに向けられた。
マリア・ヴァルト・ハウスは、住居、精神的あるいは療養上のケア、レクリエーションを提供している。ここは創造性を発揮し、個人的な自己啓発や進学への土台を広げる場となっている。無料のセミナーハウスは現在グループ活動に利用されており、ゲストハウスでは個人や家族の滞在・宿泊も可能である。

### 老人ホーム「ツーザムアウエ」
2013年春に4つの居住グループからなる定員56人の養護ホーム「ツーザムアウエ」がオープンした。居住グループごとに食堂と談話室がある。この施設は、BeneVit生活共同体コンセプトに基づいている。